# Bidwell Mansion

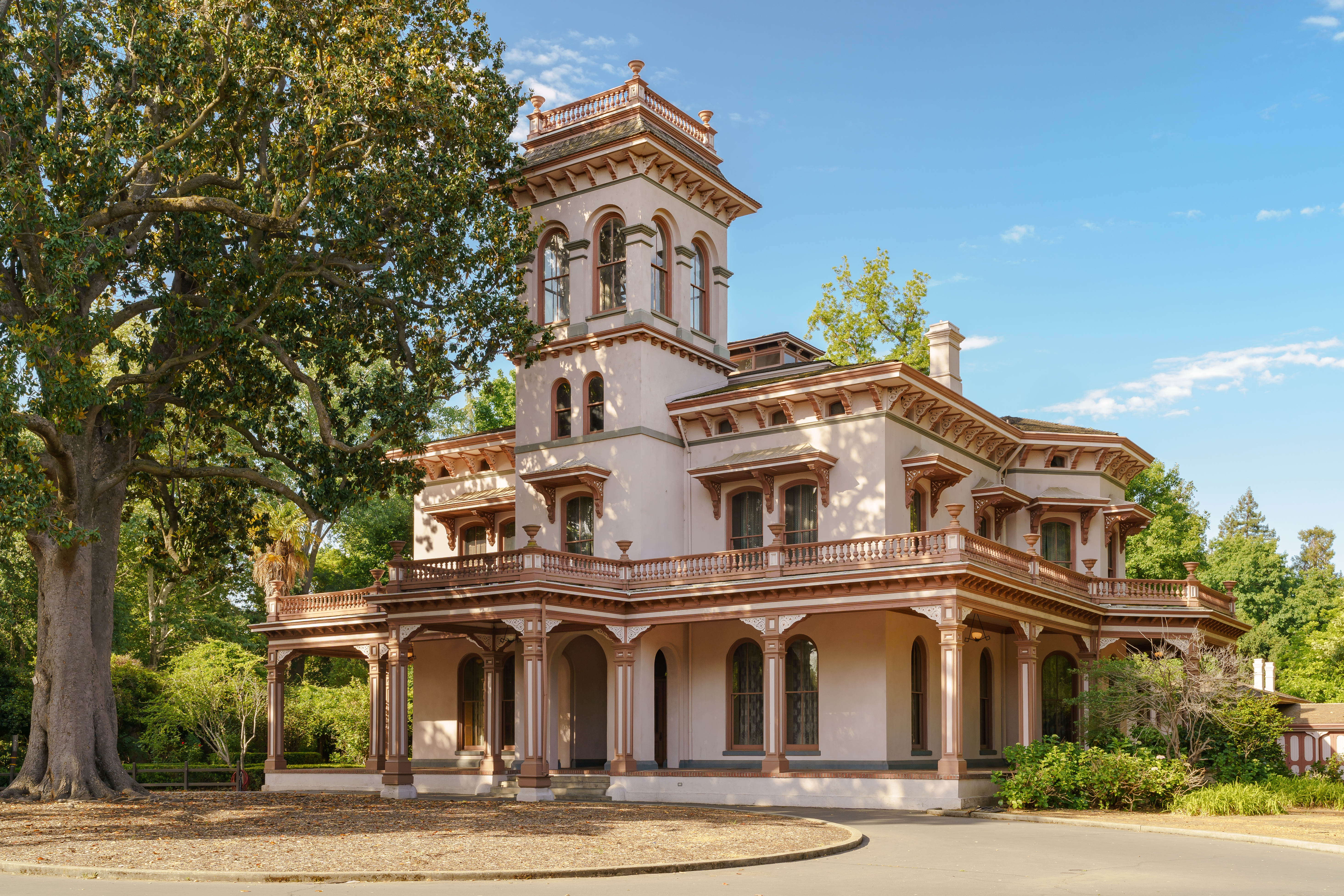
Bidwell Mansion in einer Ansicht aus dem Jahr 2021

Bidwell Mansion war ein historisches Gebäude in der nordkalifornischen Stadt Chico. Das ehemalige Wohnhaus des Stadtgründers General John Bidwell und seiner Frau Annie wurde zwischen 1865 und 1868 erbaut und galt als herausragendes Beispiel für die italienische Villenarchitektur des 19. Jahrhunderts. Es bestand aus drei Stockwerken und enthielt viele luxuriöse Details, die für die damalige Zeit ungewöhnlich waren, wie fließendes Wasser, Gasbeleuchtung und eine zentrale Heizungsanlage. Bis zu seiner Zerstörung durch einen Brand im Dezember 2024 diente das im National Register of Historic Places geführte Gebäude als Museum. Es war das zentrale Wahrzeichen der Stadt Chico und zog zahlreiche Besucher an.

## Geschichte
John Bidwell (1819–1900) gab das Herrenhaus 1865 bei dem Architekten Henry W. Cleaveland aus San Francisco in Auftrag. Das Gebäude wurde in Ziegelmauerwerk mit einer Holzrahmenkonstruktion ausgeführt und wurde kurz vor Bidwells Hochzeit mit Annie Kennedy (1839–1918) im Jahr 1868 fertiggestellt. Das Hauptgebäude hatte drei Stockwerke mit einem zur Vorderseite gelegenen Turm. Ein zweistöckiger Flügel im hinteren Bereich verfügte über ein teilweise unterkellertes Fundament. Die Ausstattung des Hauses mit fließendem Wasser, Gasbeleuchtung und einer zentralen Heizungsanlage war zu jener Zeit äußerst modern.
Nach der Hochzeit von John und Annie Bidwell im Jahr 1868 wurde das 26-Zimmer große viktorianische Haus zum sozialen und kulturellen Zentrum des oberen Sacramento Valley. Zu den Gästen, die das Bidwell Mansion besuchten, gehörten Präsident Rutherford B. Hayes, General William T. Sherman, die Frauenrechtlerinnen Susan B. Anthony  und Frances Willard, der kalifornische Gouverneur Leland Stanford, der Naturforscher John Muir und der Botaniker Asa Gray.
Von 1925 bis 1935 diente das Gebäude als Wohnheim für Studentinnen des Chico State Teachers College. Später wurde es in „Bidwell Hall“ umbenannt und beherbergte die Kunst- und Hauswirtschaftsabteilungen der späteren California State University, Chico.
Bidwell Mansion wurde 1939 unter der Bezeichnung „Rancho Chico And Bidwell Adobe“ in die Liste der California Historical Landmarks aufgenommen und damit als Wahrzeichen von landesweiter historischer Bedeutung klassifiziert. Im März 1972 wurde das Gebäude in das National Register of Historic Places (NRHP) eingetragen, das Nationale Verzeichnis historischer Stätten in den Vereinigten Staaten. Bis zum Jahr 2024 diente es als Museum und war täglich für Besucher geöffnet.

## Zerstörung im Jahr 2024
In der Nacht vom 10. auf den 11. Dezember 2024 brach im Bidwell Mansion ein durch Brandstiftung verursachtes Feuer aus. Als die Feuerwehr kurz nach 3 Uhr morgens eintraf, war der Brand bereits so weit fortgeschritten, dass das Gebäude nicht mehr gerettet werden konnte. Bis zu jenem Zeitpunkt liefen umfangreiche Renovierungsarbeiten, die 2025 abgeschlossen werden sollten.
Am Morgen des 3. Januar 2025 berichtete die Lokalzeitung Chico Enterprise-Record, dass ein der Brandstiftung verdächtiger 30-jähriger Mann verhaftet und ins Butte County Jail überführt wurde.

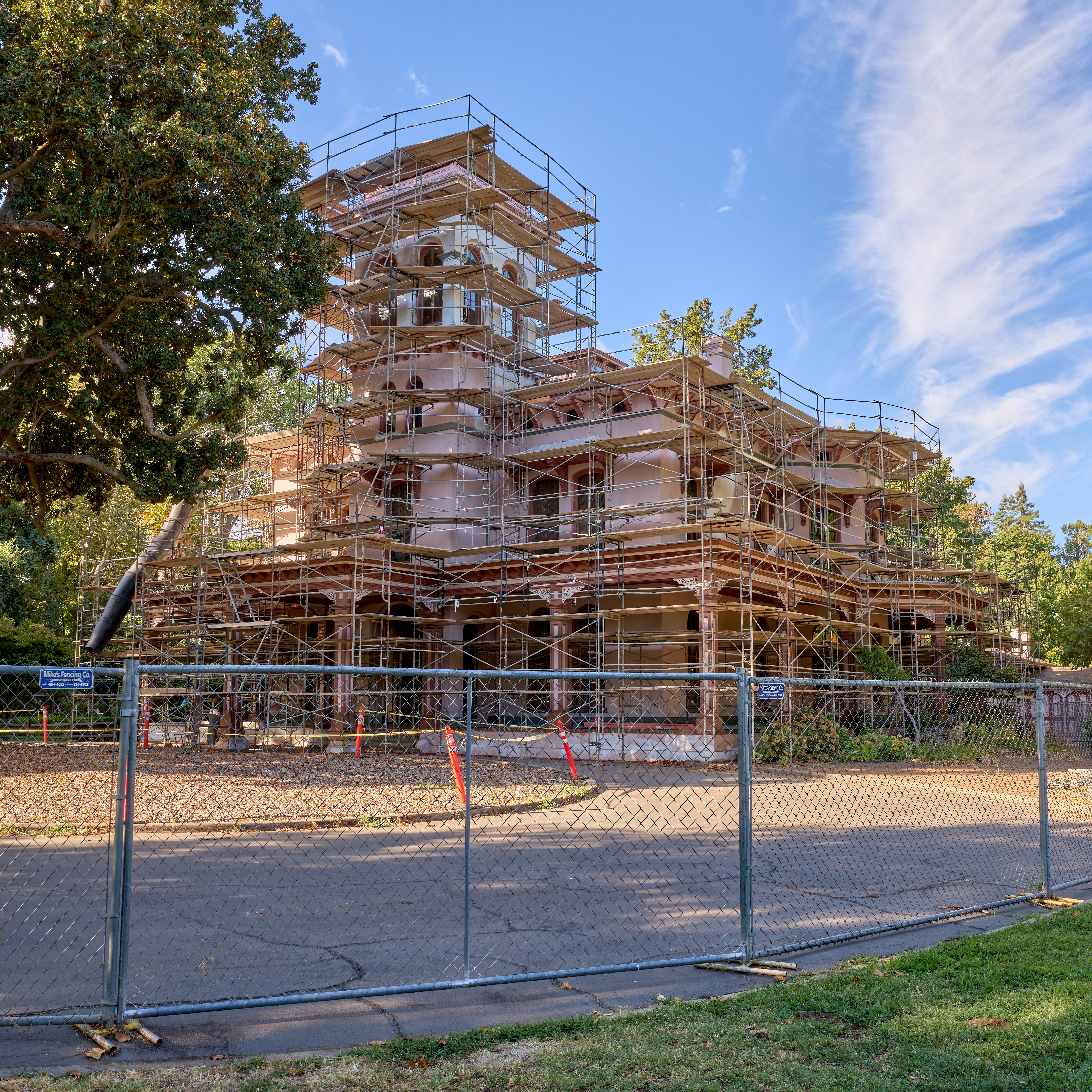
Während der Renovierungsarbeiten im August 2024
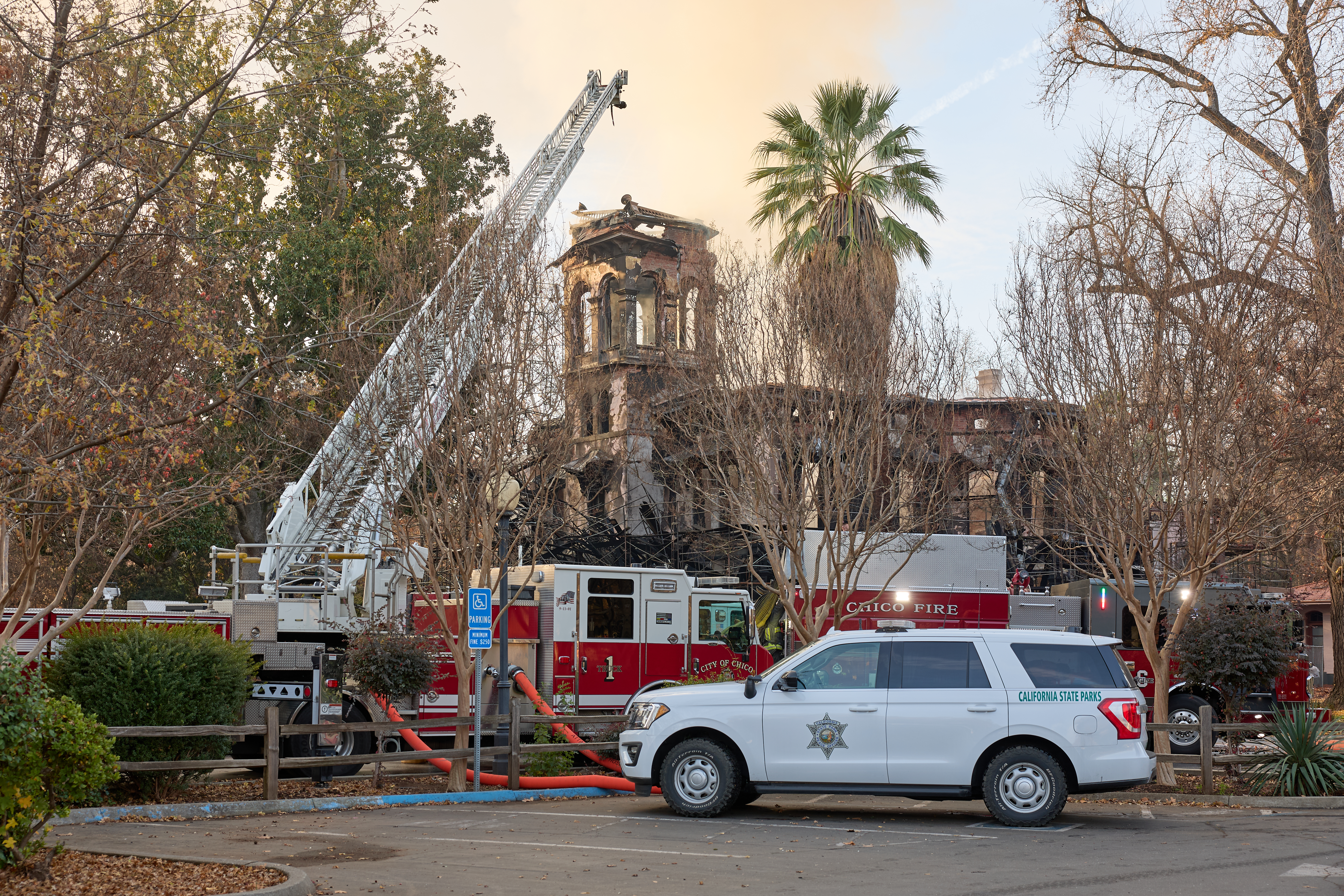
Löscharbeiten am Morgen des 11. Dezember 2024
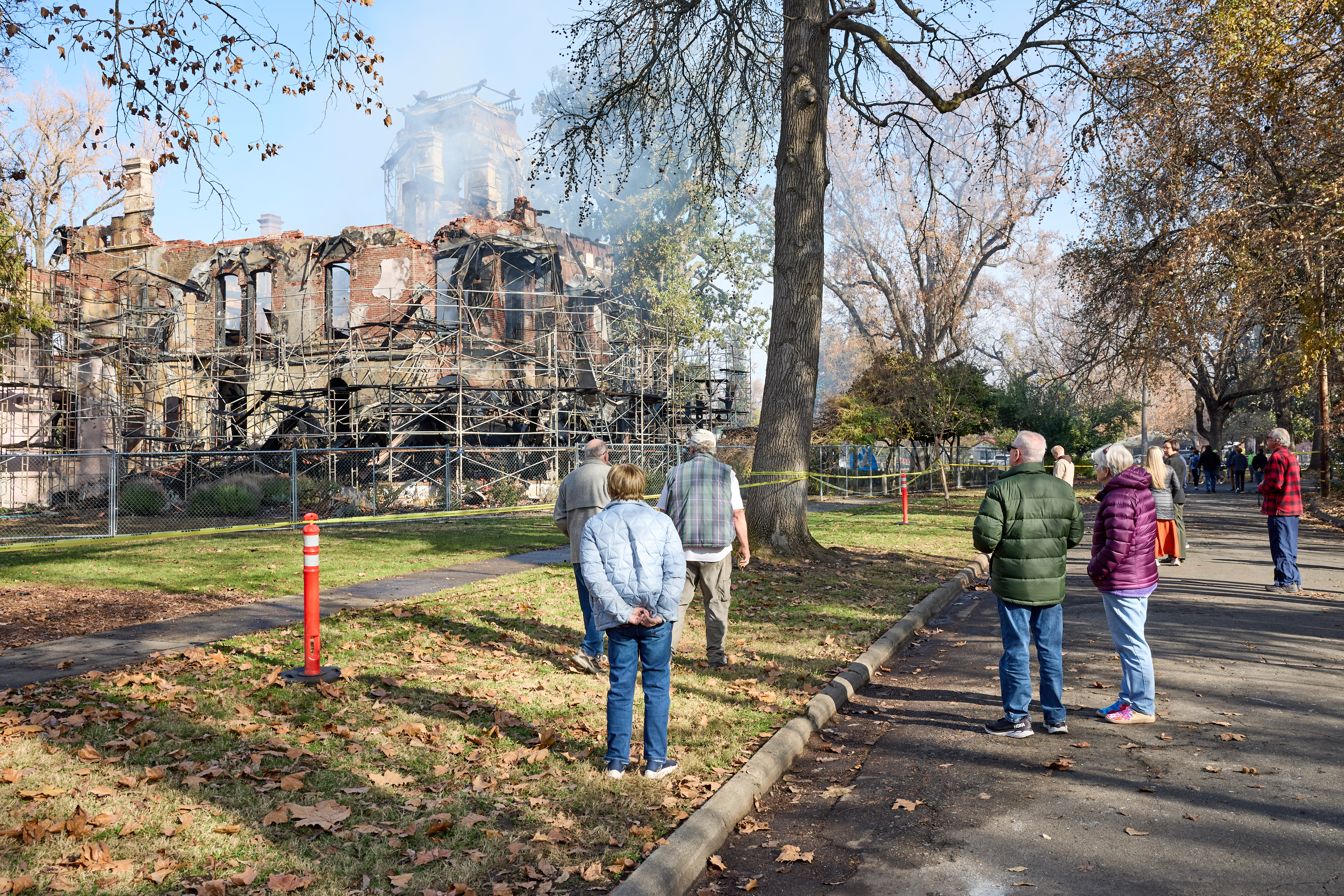
Bewohner Chicos vor den Ruinen des Gebäudes
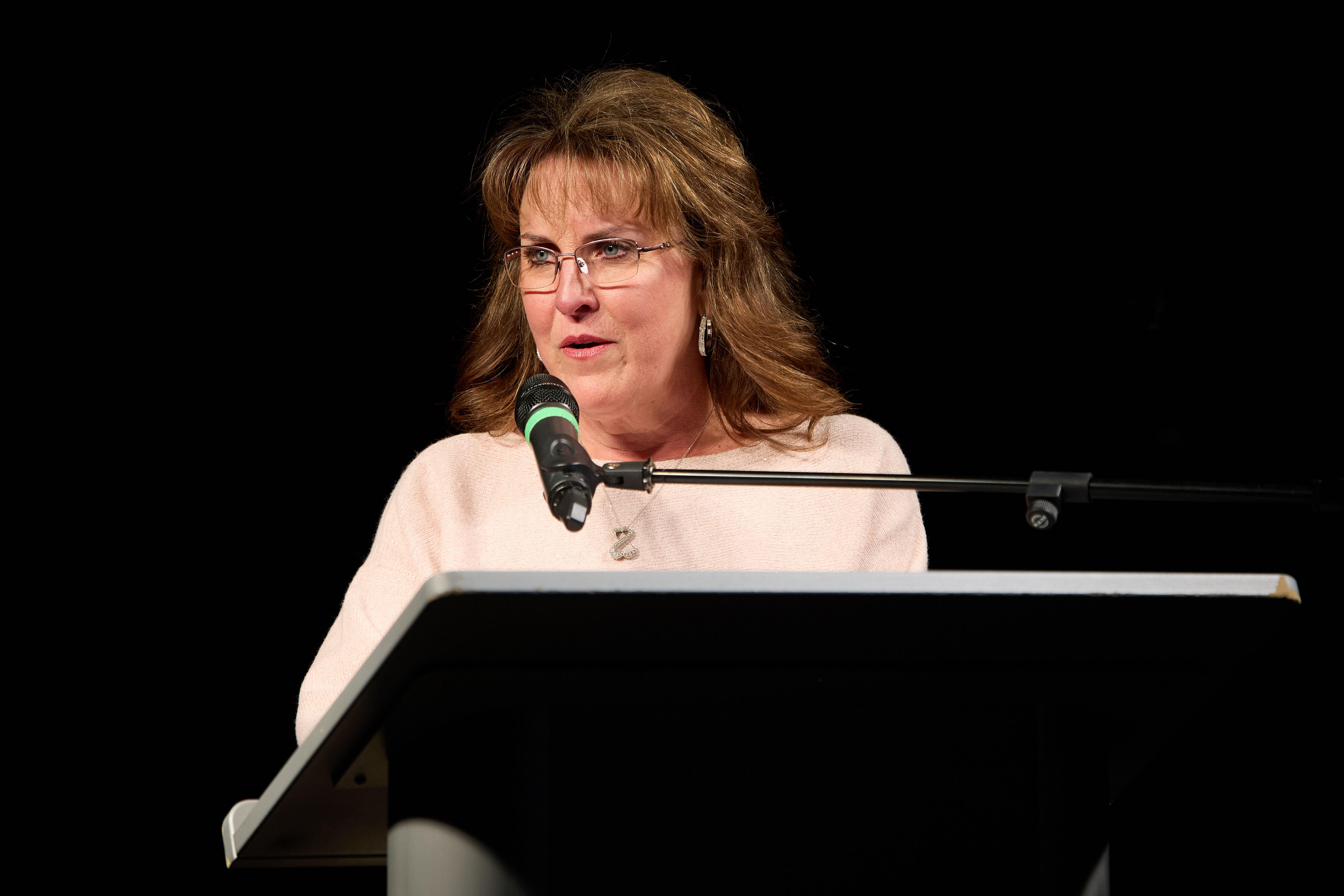
Chicos Bürgermeisterin spricht im Rahmen einer Kerzenandacht am Tag des Feuers